# میوزکی فوجی
میوزکی فوجی (انگلیسی: Mizuki Fujii؛ زادهٔ ۵ اوت ۱۹۸۸) بدمینتون‌باز اهل ژاپن است.